# Trémont (Maine-et-Loire)
Trémont ist eine Ortschaft und eine Commune déléguée in der französischen Gemeinde Lys-Haut-Layon mit 355 Einwohnern (Stand: 1. Januar 2022) im Département Maine-et-Loire in der Region Pays de la Loire. Die Einwohner werden Trémontais genannt.
Mit Wirkung vom 1. Januar 2016 wurden die Gemeinden Les Cerqueux-sous-Passavant, La Fosse-de-Tigné, Nueil-sur-Layon, Tancoigné, Tigné, Trémont sowie Vihiers aus der ehemaligen Communauté de communes du Vihiersois-Haut-Layon zu einer Commune nouvelle mit dem Namen Lys-Haut-Layon zusammengelegt. Die Gemeinde Trémont gehörte zum Arrondissement Cholet und zum Kanton Cholet-2.

## Geografie
Trémont liegt etwa 40 Kilometer südsüdöstlich von Angers am Layon in der Mauges.

## Bevölkerungsentwicklung
| 1962                       | 1968 | 1975 | 1982 | 1990 | 1999 | 2006 | 2013 |
| -------------------------- | ---- | ---- | ---- | ---- | ---- | ---- | ---- |
| 397                        | 403  | 376  | 346  | 338  | 350  | 382  | 387  |
| Quellen: Cassini und INSEE |      |      |      |      |      |      |      |

## Sehenswürdigkeiten
- Kirche Notre-Dame-et-Saint-Fiacre aus dem 17. Jahrhundert
- Benediktinerpriorat Notre-Dame  aus dem 11. Jahrhundert
- Herrenhaus aus dem 15. Jahrhundert
- Mehrere Windmühlen

## Weinbau
Hier im Weinbaugebiet Anjou werden vor allem die Weine der Appellationen Coteaux-du-Layon angebaut.